# ミス・ジャクソン
「ミス・ジャクソン」（Miss Jackson）は、アメリカ合衆国のポップ・ロック・バンドであるパニック!アット・ザ・ディスコの楽曲。2013年7月15日に4作目のスタジオ・アルバム『生かしておくには型破り過ぎるが、殺すにはレアすぎる!』からの第1弾シングルとして発売された。女性歌手のLoloがボーカルで参加した。本作はベーシストのダロン・ウィークスが正規メンバーとして参加した初のシングルとなった。音楽配信で56,000DLを売り上げ、『ビルボード』誌のRock Digital Songsでは初登場5位を記録した。

## 歌詞と曲の構成
本作の「ミス・ジャクソン」という曲名は、ジャネット・ジャクソンおよびジャクソンの楽曲「ナスティ」の "Miss Jackson, Are You nasty?" という歌詞にちなんで付けられた。ブレンドン・ユーリーは1940年代もしくは1950年代の女優を想定して本作を書いていて、当初はマリリン・モンローの名前が使われていたものの完成せず、その後「ナスティ」のミュージック・ビデオを見たことをきっかけに現在の歌詞に落ち着いた。
歌詞はユーリーの青年期に起きた出来事に基づいており、「若かった頃はいろいろあった。ある夜1人の女の子と寝て、その次の夜はその子の友達と寝て、だけど彼女たちがどう感じたか、どういう気持ちにさせたかなんて気にかけていなかった。それから同じ目に遭った時に気づいたんだ。「ああ、そういう感じか。実に不愉快だ」ってね」と語っている。
当初のタイトルは「Bad Apple」で、フィオナ・アップルの「エヴリ・シングル・ナイト」のサンプリングを使用していて、アップルに許諾を取ろうとしたが拒否された。ユーリーはリヴォルトの取材で、アップルが絶対にやらせないという態度であったとし、僕としてはちょっと傷ついたよ。フィオナの作品は大好きだし、フィオナも大好きなんだけどね、さすがに『このビッチ!!』っていう心境になったよ（笑）。いや、マジ頭に来たから。今も大ファンだけどさ、すごいムカついたからね。だから、一瞬ね、この曲、もうやめよっかとも思ったんだけど、こうなったからには絶対に仕上げなきゃならなくなったんだよと語っている。

## リリースと評価
「ミス・ジャクソン」は、2013年7月15日に4作目のスタジオ・アルバム『生かしておくには型破り過ぎるが、殺すにはレアすぎる!』の第1弾シングルとして発売された。アトランティック・レコードによるプレスリリースでは、「暗い聖歌のような曲」と紹介された。シングルの発売後、7月30日のAlternative radioで「Impacting Songs」の1つとして扱われ、11月5日にMainstream CHRでエアプレイを得た。
『ビルボード』誌が発表した「（評論家が選んだ）史上最高のパニック!アット・ザ・ディスコの楽曲10選」では第8位にランクインした。

## ミュージック・ビデオ
「ミス・ジャクソン」のミュージック・ビデオは、ジョーダン・バハトが監督を務めた作品で、女優のカトリーナ・ボウデンが出演した。ミュージック・ビデオの内容について『ビルボード』誌のルーク・オーネイルは「怪しげなモーテルで始まる非常に不安な気持ちにさせる夜のブレンドン・ユーリーの姿を描いたノワール・ストーリー」と説明している。モーテルのシーンはカリフォルニア州バーストーで撮影された。
ミュージック・ビデオは、公開から2週間で200万回を超える再生回数を記録した。

## チャート成績

### 週間チャート
| チャート (2013年)                | 最高位 |
| -------------------------------- | ------ |
| カナダ (Canadian Hot 100)        | 73     |
| UK シングルス (OCC)              | 61     |
| UK ロック・アンド・メタル (OCC)  | 2      |
| US Billboard Hot 100             | 68     |
| US Alternative Songs (Billboard) | 7      |
| US Hot Rock Songs (Billboard)    | 11     |
| US Rock Airplay (Billboard)      | 18     |

### 年間チャート
| チャート (2013年)                | 順位 |
| -------------------------------- | ---- |
| US Hot Rock Songs (Billboard)    | 34   |
| US Alternative Songs (Billboard) | 39   |

| チャート (2014年)             | 順位 |
| ----------------------------- | ---- |
| US Hot Rock Songs (Billboard) | 83   |

## 認定
| 国/地域                          | 認定        | 認定/売上数 |
| -------------------------------- | ----------- | ----------- |
| カナダ (Music Canada)            | Gold        | 40,000      |
| イギリス (BPI)                   | Silver      | 200,000     |
| アメリカ合衆国 (RIAA)            | 2× Platinum | 2,000,000   |
| 認定のみに基づく売上数と再生回数 |             |             |